# Силенко-Кравець Порфирій Андрійович
Порфирій Андрійович Силенко-Кравець (* 10 лютого 1893 — † 20 липня 1977) — український військовий, підполковник Армії УНР (полковник в еміграції).

## Життєпис
Походив з селян міста Черкаси Київської губернії. Закінчив Черкаське 4-класне міське училище. 15 березня 1915 вступив однорічником другого розряду до 111-го піхотного запасного батальйону. Закінчив Другу тифліську школу прапорщиків (1 серпня 1915), служив у 49-й бригаді державного ополчення, виконував обов'язки старшого ад'ютанта бригади. 11 квітня 1916 за власним бажанням був відправлений до Другого Нерчинського полку Забайкальського козачого війська. Із 23 червня 1916 — ад'ютант полку. Останнє звання у російській армії — поручик.
У січні 1918 брав участь у боях проти більшовиків у Києві. За Гетьманату П. Скоропадського служив у Лубенському Сердюцькому кінно-козачому полку Армії Української Держави. З жовтня 1918 — старший ад'ютант
Чернігівського Коша Українського Козацтва. Станом на 18 жовтня 1919 рахувався у резерві Головного інженерного управління Військового міністерства УНР.
З кінця 1919 служив у Збройних Силах Півдня Росії.
У травні 1920 повернувся до Армії УНР. З 6 липня 1920 — начальник штабу Окремої кінної дивізії Армії УНР. 30 червня 1921 був звільнений з посади до резерву старшин штабу армії.
З 1923 жив на еміграції у Польщі. Закінчив лісовий факультет Агрономічно-лісового інституту у Дублянах, працював інженером-лісничим.
У червні 1943 р. разом з сином Миколою вступив до Добровольчої дивізії СС «Галичина», був начальником постачання дивізії. 9 вересня 1945 р. з підрозділами УНА був інтернований в Італії.
З 1951 р. жив на еміграції у Торонто (Канада), був почесним головою братства вояків 1-ї Української дивізії у Канаді. Помер та похований у Торонто на цвинтарі «Парк Лоун». 

## Нагороди
- Залізний хрест 2-го класу — за відвагу в боях під Бродами.
- Хрест Воєнних заслуг 2-го класу